# Stanislao Bozzi
Stanislao Bozzi (Apice, 2 novembre 1951) è un ex calciatore e allenatore di calcio italiano, di ruolo attaccante.

## Carriera

### Club

#### Chieti e Torino in serie A
Iniziò nel Chieti e nel novembre del 1969 venne ceduto al Torino, dove vinse il titolo primavera 1970 e nelle cui file disputò 3 gare in Serie A, esordendo l'8 novembre 1970 nella gara Torino-Fiorentina 1-1.

#### Serie C con Sangiovannese, Trapani, Siracusa e Nocerina

Un giovane Bozzi al Torino nel 1970

Successivamente partecipò a diversi campionati di Serie C, indossando le maglie di Sangiovannese, Trapani, Siracusa e Nocerina, squadra alla quale approdò nel campionato 1976-1977.
L'anno seguente vinse la classifica cannonieri del Girone C andando in gol 23 volte, mettendo a segno anche un gol su rigore nello spareggio di Catanzaro contro il Catania, decisivo per la storica promozione in Serie B della formazione campana, nella quale militò anche nella stagione successiva, segnando 10 gol.

#### Foggia e Padova
Nel 1979-80 Bozzi vinse un altro campionato di terza serie, stavolta con la maglia del Foggia, della cui rosa farà parte anche nella stagione seguente.
Concluse la carriera disputando altri campionati di Serie C nelle file del Padova, con cui nel 1982-83 ottenne la terza promozione, e del Benevento. In carriera ha collezionato complessivamente 3 presenze in Serie A e 68 presenze e 20 reti in Serie B.

### Allenatore
Dopo il ritiro dal calcio giocato, ha intrapreso la carriera di allenatore. La prima esperienza importante inizia già nella stagione 1985-1986, quando siede sulla panchina del Kroton, nell'allora Interregionale.
In seguito allena il Bisaccia, dove trascorre diverse stagioni tra campionati di Promozione ed Eccellenza.
Nella stagione 2009-2010 allena il Cervinara nel campionato campano di Promozione, mentre in quella successiva, 2010-2011, guida nel medesimo torneo l'Ariano Valle Ufita, raggiungendo la salvezza.

## Palmarès

### Giocatore

#### Competizioni nazionali
- Coppa Italia: 1

Torino: 1970-1971
- Campionato italiano Serie C: 1

Nocerina: 1977-1978 (girone C)